# 护国寺 (盘州市)
护国寺坐落在中华人民共和国贵州省盘州市丹霞镇丹霞山，是一座汉传佛教寺院。

## 地址
丹霞山属喀斯特地貌，海拔1888米，明朝旅行家徐霞客《徐霞客游记》曾说它“形如天柱”。

## 沿革
说法一：明朝景泰二年（1451年），丹霞山建立“玄帝宫”。说法二：明朝万历年间（1573–1620年），“玄帝宫”建立。天启二年（1622年），道观在战乱中损毁。天启四年（1624年），云南省鸡足山的原明朝将军释不昧来到丹霞山建立元真观、丹霞寺。崇祯十一年（1638年），旅行家徐霞客在释影修的陪同下，考察了当地山川、河流、人文、交通等情况。
清朝乾隆四十六年（1781年），释常怡在寺院开坛传戒。光绪三十年（1904年），释光一开坛传戒，弘扬佛法。光绪三十二年（1906年），释圣融远赴北京给慈禧太后祝寿诵经，得到慈禧太后和光绪帝御赐《大乘经》、袈裟、玉印、金钵，御封“西南护国丛林”，释圣融回到丹霞山之后，把寺院更名“护国寺”。光绪年间，释果倧、释常向曾兼任贵阳黔灵山寺、昆明筇竹寺、宜良法明寺的方丈。
民国十五年（1926年），释了凡在中殿水池上修建“观日楼”，高五层，上悬“南天胜景”匾额，次年建成。民国二十九年（1940年），释修园开坛传戒，举行49天的水陆大会超度前方抗日阵亡将士，释虚云、释印光等13个省7个市的65位高僧参加，是丹霞山护国寺建寺以来最盛大的佛事活动。
1964年，僧人在维修寺庙时因管理不当而导致寺庙失火，很多文本文献在大火中烧作灰烬。

## 伽蓝
山门、弥勒殿、大雄宝殿、大悲阁、玉佛殿、千手观音殿、斋堂、观日楼、隆普墓塔。前中国佛教会会长赵朴初亲笔题写的“丹霞山”、“护国寺”和“大雄宝殿”等匾额。

## 国宝
两卷贝叶经，《本生经》和《缘起传》两部，均“写”在14片神奇的贝叶上。